# 打屁股 (性癖好)

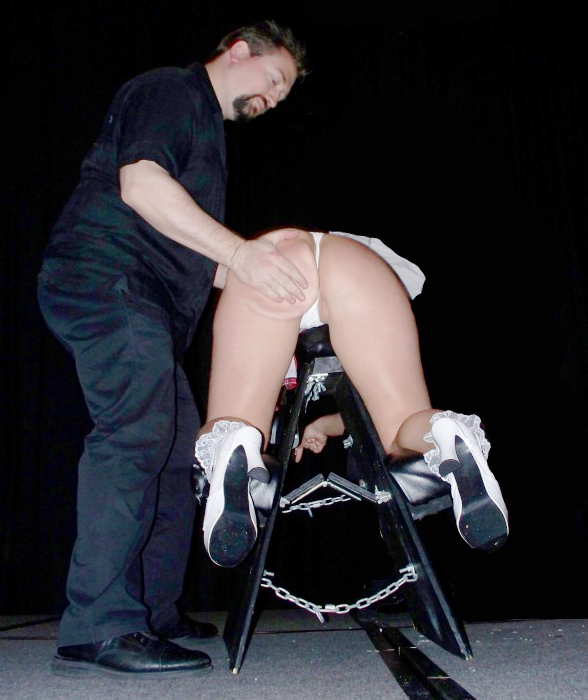
男子正在拍打跪在BDSM器具列表的女子屁股

打屁股（英語：Spanking）指的是通过拍打某人的屁股使参与的某一方或双方性唤起或获得性满足。这可能是一种轻且快速地打屁股；亦或更大规模地打屁股，包括使用如鞭子、类似桨的工具。打屁股的活动形式范围非常大，既可能是在性交时对裸露臀部的自发性拍打行为；也可能是偶尔的性角色扮演，比如：异岁扮演、家庭体罚等。同时在拍打时可能会使用手或其他多种拍打工具，如：板子或藤条。打屁股通常会与其他形式的性前戏相结合。最常见的打屁股是在裸臀上进行，但也可以与绑缚相结合以提高性刺激。
打屁股必須是两厢情愿的行为，例如在BDSM中，打屁股也作为增进情趣的一种方式。而某些打屁股爱好者则将打屁股与性爱分离，包括但不限于角色扮演、协议管教等方式。被打者（被动）有时趴在施打者（主动）的大腿上或平躺在床上自愿挨打。有些时候为了增强羞耻感和疼痛感，被打者通常被要求隔着内裤或光屁股挨打。进行自愿的打屁股（实践）时，双方可能会进行角色扮演（如母女、兄弟、师生等），或者就生活中被打者所造成的过失进行惩罚。在打屁股过程中或，有些施打者还会对被打者施用姜刑。